# Roy Inwood
Reginald Roy Inwood (14 juillet 1890 – 23 octobre 1971 ) est un soldat australien, honoré de la Croix de Victoria, plus haute distinction pour bravoure au combat attribuée aux membres de la force de défense australienne. En août 1914, il s'enrôle dans la première force impériale australienne et, le 25 avril 1915, il débarque à la baie ANZAC, dans la péninsule de Gallipoli, en tant que membre du 10e bataillon. Roy Inwood participe aux combats jusqu'à son évacuation en Égypte pour des raisons de santé en septembre de la même année. Il retourne se battre sur le front occidental en juin 1916 et, en août de cette même année, il prend part à la bataille de la ferme du Mouquet.
En 1917, Reginald Roy Inwood participe à plusieurs engagements majeurs sur le front occidental. En avril, il prend part à la bataille de Lagnicourt, puis à la seconde bataille de Bullecourt en mai. En septembre, lors de la bataille de la route de Menin, il se distingue particulièrement en neutralisant un poste de mitrailleuses allemandes, action pour laquelle il est récompensé de la Croix de Victoria. Promu sergent, il est rapatrié en Australie en août 1918. Pendant la Seconde Guerre mondiale, Roy Inwood se porte volontaire pour servir dans les forces militaires citoyennes. Il atteint le grade d'adjudant de première classe et sert dans le Royal Australian Corps of Military Police et dans les services de gestion des casernes de détention et des prisons militaires.
Après la guerre, Roy Inwood réintègre son poste à l'administration municipale d'Adélaïde. À sa mort, l'armée australienne lui rend un dernier hommage en lui accordant des funérailles officielles, et il est inhumé dans la carrée militaire du cimetière de West Terrace, réservée aux anciens combattants de l'Australian Imperial Force. En reconnaissance de sa carrière militaire remplie, ses distinctions honorifiques sont conservées et présentées au public dans l'espace muséal de l'hôtel de ville d'Adélaïde, perpétuant ainsi la mémoire de son engagement patriotique.

## Jeunesse et études
Reginald Roy Inwood naît à North Adelaide (Australie-Méridionale). Il est le fils aîné d'Edward Inwood et de Mary Anne Minney. Issu d'une fratrie de cinq enfants, il effectue sa scolarité primaire dans sa ville natale, puis à l'école de Broken Hill après le déménagement familial en Nouvelle-Galles du Sud. À l'issue de ses études, il s'insère dans l'industrie minière locale, secteur économique majeur de la région. Sa trajectoire professionnelle est interrompue par le déclenchement de la Première Guerre mondiale, période durant laquelle il est encore employé dans le secteur minier.

## Première Guerre mondiale

### Campagne de Gallipoli
Le 24 août 1914, Reginald Roy Inwood s'engage dans la Première force impériale australienne et intègre le 10e Bataillon de la 3e Brigade (1re division d'infanterie) . L'unité, forte de 1023 hommes, effectue son entraînement initial à Morphettville (Australie-Méridionale) avant de s'embarquer le 20 octobre sur le navire de transport HMAT A11 Ascanius depuis Outer Harbor. Après une traversée maritime via Fremantle et Colombo, le bataillon débarque à Alexandrie, en Égypte, le 6 décembre. Les troupes rejoignent immédiatement Le Caire et établissent leur camp à Mena, à proximité de la Grande Pyramide de Gizeh. Durant cette période, Robert Minney Inwood, frère de Roy, rejoint également le 10e Bataillon. Pendant son séjour à Mena, Roy Inwood occupe des fonctions de policier monté. Le 28 février 1915, l'unité quitte le camp pour Alexandrie et s'embarque le 1er mars sur le navire de transport britannique HMT Ionian. Quelques jours plus tard, ils atteignent le port de Moúdros, sur l'île grecque de Lemnos, où ils demeureront embarqués pendant sept semaines.
La 3e Brigade est désignée comme force de couverture pour le débarquement de la baie ANZAC, à Gallipoli, le 25 avril. Elle s'embarque à bord du cuirassé HMS Prince of Wales et du destroyer HMS Foxhound. Après un transfert vers des rangées de canots à rames, initialement remorqués par des chalands à vapeur, le bataillon commence à ramer vers la côte aux alentours de 4 h 30 du matin. Roy Inwood participe aux combats intenses lors de ce débarquement. À l'exception d'une brève hospitalisation en mai, il est engagé dans la guerre des tranchées pour défendre la tête de plage. Il est promu lance corporal en août, et, début mai, son frère Robert rejoint le bataillon à Gallipoli. En septembre, Roy Inwood est évacué en Égypte en raison de problèmes de santé, d'abord pour une gastrite, puis pour des rhumatismes. Il reste en convalescence pendant que le 10e Bataillon est retiré à Lemnos en novembre, avant d'être redéployé en Égypte.

### Front de l'Ouest

#### 1916
Après une réorganisation et une formation en Égypte, le bataillon embarque pour la France en mars 1916 et s'engage sur le Front de l'ouest dès juin. Roy Inwood ne rejoint son unité que le 30 juillet, et deux semaines plus tard, il est promu caporal à titre temporaire, après les 327 pertes tragiques subies par le bataillon lors de sa première grande offensive à la bataille de Pozières. Parmi les soldats tombés se trouve son frère, Robert, qui est sergent. À partir du mi-août jusqu'à la fin du mois, le bataillon participe à la bataille de la ferme du Mouquet et enregistre encore 335 pertes.
Après une période de combat intense, le bataillon est envoyé se reposer et se ressourcer pendant plusieurs semaines dans un camp près de Poperinge, en Belgique. Cette pause est cruciale pour permettre aux soldats de récupérer avant de retourner au front à Hill 60, près de Zillebeke, à la fin septembre, après avoir intégré des remplaçants pour compenser les pertes. Début octobre, le 10e bataillon est relevé et retiré dans des camps situés à l'arrière du front, où il demeure jusqu'au début de novembre. Pendant son séjour au camp en octobre, Roy Inwood est accusé d'absence sans permission, ce qui entraîne sa rétrogradation au rang de soldat. Par la suite, le bataillon reprend ses opérations sur le front près de Gueudecourt, en France, où il reste engagé jusqu'au 12 novembre. Après cette période de combat, il est à nouveau retiré dans les zones arrière, avant de passer dans les tranchées de soutien à Flers début décembre. Le 10 décembre, Roy Inwood est évacué vers l'hôpital en raison de problèmes aux pieds, et il ne retrouve son unité qu'après Noël.

#### 1917
À son retour avec le bataillon, Roy Inwood est affecté à des tâches de corvée, suivies d'une période d'entraînement, avant de reprendre position sur la ligne de front au Barque, près de Bazentin, à la mi-février 1917. Le 25 février, le bataillon participe à une offensive dans ce secteur et subit environ 20 % de pertes. Ce même jour, il est relevé et se dirige d'abord vers les tranchées de soutien, avant de marcher vers l'arrière quelques jours plus tard.